# リュドミラ・パヴリチェンコ
リュドミラ・ミハイロヴナ・パヴリチェンコ（ウクライナ語: Людмила Михайлівна Павличенко、ロシア語: Людмила Михайловна Павличенко、1916年7月12日 - 1974年10月10日）は、ソビエト連邦の軍人、狙撃手。最終階級は少佐。
敵兵の確認戦果309名の結果から「レディ・デス」とも称され、特に日本語では、「死の女」・「死の淑女」・「死の貴婦人」の異名でも知られる。

## 概要
第二次世界大戦におけるナチス・ドイツからの侵攻（1941年）後、祖国・ソビエト連邦の赤軍の中でも、確認戦果が309名射殺という傑出した成績を残したことから、史上最高の女性狙撃手とされる。1942年、ソ連人としては史上初のアメリカ合衆国・ホワイトハウスへと招待された。セヴァストポリ包囲戦 での負傷を機に前線を退いたのちも、女性狙撃手の育成に尽力し、1943年に「ソ連邦英雄」の名誉称号を拝命。死没するまでは、歴史家として戦史編纂に携わり、戦時下の実体験を元に自伝も出版している（後述の「#著作」を参照）。

リュドミラの死後となる1991年以降、故郷や主戦場としていた地域がウクライナとして独立していることから、現地では、同国出身の英雄としても認識される。現代においても、ウクライナ侵攻（2022年）以降、再び女性が戦地に向かう状況に転じている中で、女性狙撃手が「現代版”死の淑女”」や「21世紀の死の淑女」と称されるなど、リュドミラの異名は代名詞的に使用される。
日本では、リュドミラの自伝を原案とした映画が放映されている（後述の「#登場作品」を参照）。

## 生涯

### 生い立ち
1916年、帝政ロシアのウクライナ、キエフ近郊のビーラ・ツェールクヴァで生まれる。14歳の時に家族でキエフ市内に転居すると、パヴリチェンコはキエフ市スポーツ少年団の射撃部に入部、後の才能の萌芽はその当時から既に見られていたという。
国立高校を卒業したパヴリチェンコは旋盤工としてキエフ兵器廠で働き始めたが、後に大学進学を志して大学検定試験に合格、国立キエフ大学文学部史学科へ進学した。射撃競技にも勉学の傍らで励んでおり、その成績は射撃部の男性を含めても抜群のものだったとされる。

### 第二次世界大戦
1941年、バルバロッサ作戦に拠ってドイツ・ルーマニア・ハンガリー・イタリアによるソ連領への侵攻が開始されると、まだ大学に在籍中だった24歳のパヴリチェンコはキエフ市内の赤軍事務所へと赴き入隊を志願する。希望する配属先は勿論の事狙撃手であった。比較的安全な従軍看護婦としての選択肢もあったが、パヴリチェンコ自身がそれを拒絶した事を後に語っている。
身体検査と狙撃手適性試験に合格したパヴリチェンコは、特別女子志願兵として第25狙撃兵師団第54狙撃連隊に二等兵として配属された。なおロシア・ソ連の編制単位を邦訳した狙撃師団・狙撃連隊という用語は、スナイパーではなく歩兵で構成された部隊を意味するため、実態は他国の歩兵師団・歩兵連隊に相当する。入営後の射撃教育課程においても非常に優秀な成績を挙げたパヴリチェンコは正式に狙撃手として選抜され、支給されたPE4型望遠照準器（3.5～4.0倍率）を装着したモシン・ナガン狙撃銃を手に1941年8月、オデッサ市防衛の任務に就いた。
戦況はソ連にとって著しく不利な形で進行しつつあり、ウクライナ地方でも赤軍はドイツ軍の猛攻を受けて撤退に継ぐ撤退を重ねていた。そんな中で初陣を迎えたパヴリチェンコを含む第54狙撃連隊は、ベルアイユフカ近郊においてドイツ軍の侵攻を食い止めるべく防御戦を命じられる。最初の戦闘においてパヴリチェンコは2名の独軍兵士を射殺し、早くも友軍の兵士たちから一目置かれたという。
しかし、スターリンによる大粛清で指揮系統を担うべき高級士官の多くを失っていた赤軍は、独軍が繰り出す戦車師団による電撃戦に対抗することが出来ず、奮戦空しく第25狙撃師団もやがて後退を余儀なくされる。この撤退戦において、パヴリチェンコら狙撃手にはオデッサ軍港へと後退する本隊を援護すべく最前線に残置され、進攻する独軍の前進をその狙撃によって遅延させよとの命令が下った。
狙撃手らは進路沿いで周到な迷彩擬装を行って待ち伏せ、近付いて来たドイツ軍の指揮官・通信兵・狙撃手らを最優先に狙撃し、任務を遂行していった。無論反撃によって多くの狙撃手が命を失う事となったが、それと引き換えに彼らの任務は遂行され、これによって独軍の進攻は大幅な遅れを強いられる事となった。この後退戦でパヴリチェンコは枯草模様の擬装を装備して狙撃陣地に潜み、敵を一旦やり過ごしてからその後背や側面を衝いて700～800mの長距離から狙撃を行うという戦術を用いて多大な戦果を挙げたという。
これに続くオデッサ市での防御戦においても、パヴリチェンコは対抗狙撃の優れた才能を披露し活躍した。第54狙撃連隊が包囲されたオデッサから黒海艦隊の援護によって脱出した際、パヴリチェンコの確認戦果は後退戦開始から防御戦終了までのわずか約2ヵ月半という戦闘期間で、独軍の狙撃手10名以上を含む射殺187名にまで上っていたとされる。これらの功績と赤軍の指揮官不足も手伝って、パヴリチェンコは短期間のうちに上等兵から少尉まで昇進した。
なお、パヴリチェンコはこの時期に狙撃銃をモシン･ナガンからトカレフSVT-40に変更したと思われる。これはパヴリチェンコが得意とした後退戦闘や防御戦闘、あるいは近～中距離での市街戦という限定状況下での狙撃には、遠距離射撃の精度に優れるが装弾数5発でボルトアクション式の前者よりも、遠距離射撃には不向きでも装弾数が10発と多く半自動式の後者の方が扱い易いと判断したからである。SVT-40の狙撃銃としての一般の評価は低いが、比較的軽量な狙撃銃である事も手伝って赤軍の女性狙撃手たちの多くはこの銃を愛用した。
オデッサから脱出したパヴリチェンコと第54狙撃連隊は、そのまま黒海艦隊の艦船で激戦の続くクリミア半島セヴァストポリに派遣された。ここでも包囲されたソ連軍と押し寄せる独軍という構図は変わらず、パヴリチェンコの対抗狙撃はさらにその冴えを増す事となった。数ヵ月後の1942年5月の時点で中尉に昇進していたパヴリチェンコの確認戦果は257名にまで増加しており、これによって赤軍南部委員会から個人感状を贈られている。
黒海艦隊の来援により一旦は独軍のセヴァストポリ包囲網を打ち破ったソ連軍だったが、その後ケルチ半島での敗北から逆襲に転じられ、マンシュタイン指揮下の独軍に再度包囲されてしまう。1942年6月、セヴァストポリ要塞は独軍のカール自走臼砲やグスタフ列車砲までつぎ込んだ1300門以上もの大砲による徹底的な砲撃に晒され、その地下陣地の殆どを破壊された。パヴリチェンコもこの砲撃によって迫撃砲弾の破片を受け負傷、北コーカサスの赤軍病院に移送される事となりクリミア戦線を離脱する。砲撃開始から約1ヵ月後、セヴァストポリはついに陥落した。
約1ヶ月の療養を経て退院したパヴリチェンコは、北コーカサスにも侵攻してきた独軍を迎え撃つべく再度前線に復帰して狙撃を続けた。しかし、既にその功績によってソ連のほぼ全土（特に女性たち）からその名を知られるまでになっていた英雄を失う事を恐れた軍指導部は、パヴリチェンコを新設した女子狙撃教育隊の教官に任命し、前線を離れる事を命じる。これによりパヴリチェンコの第二次世界大戦における戦闘はその幕を引いた。最終的な確認戦果は独軍兵士309名、その内36名は狙撃手だったとされる（この他に2名のルーマニア兵を射殺しているとの資料もある）。

### 晩年

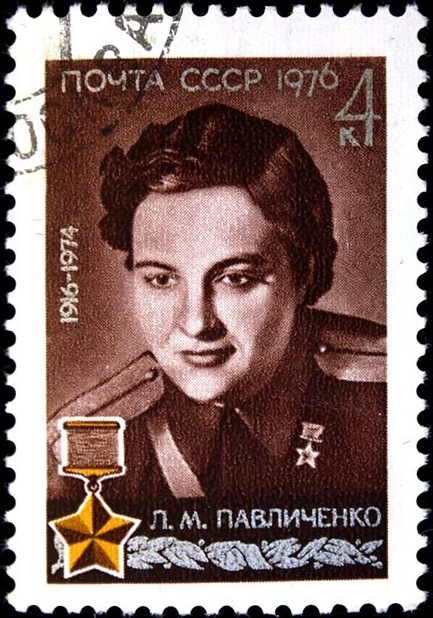
1976年に発行された切手に印刷されたパヴリチェンコ

前線を離れたパヴリチェンコは少佐に昇進し、当時は同盟国となっていたアメリカへ外交宣伝の一環として派遣される。パヴリチェンコはソビエト連邦の人間としては史上初となる、ホワイトハウスでのフランクリン・ルーズヴェルト合衆国大統領との面会を果たし歓迎を受けた。この際、記念にコルト社製の小型自動拳銃を贈呈されている。面会後はエレノア・ルーズヴェルト大統領夫人の招待で、彼女と共に合衆国各地を巡るツアーに参加、ワシントンD.C.での国際学生会議やニューヨークでの産業組合会議等でスピーチを行い、さらにはアメリカ海兵隊の訓練基地を訪れ、狙撃手養成の為に講義を行っている。その後カナダにも立ち寄ったパヴリチェンコは、ここでも記念に装飾されたウィンチェスターライフルを贈呈されており、これらの銃は現在でもモスクワの中央軍事博物館に展示されている。
帰国後の1943年、パヴリチェンコはソ連邦英雄を受賞した。その肖像を切手の図柄にも使用される程、文字通りの英雄として扱われていたパヴリチェンコは再び女子狙撃教育隊の教官として後進の指導に当たったが、赤軍はその名声を利用して多くの女性を新たな狙撃手候補生として獲得したという。その中にはニーナ・ラブカヴスカヤの様に優れた女性狙撃手も含まれていたが、彼女たちの多くは戦場でその命を落とす事となった。第二次大戦において赤軍は約2000人の女性スナイパーを戦場に送り込んだが、パヴリチェンコのように終戦まで生き残れたのはその内の500名に満たないとされる。
1945年の終戦後、除隊したパヴリチェンコはキエフ大学に復学し再び史学科の学生となった。卒業後は海軍司令部の戦史課に就職、1953年まで研究助手として戦史の編纂に携わった。その後は退役軍人委員会等でも活動していたが、夫を戦争で亡くしたこと、また自身の戦争体験によるPTSDによりアルコール依存症となり、1974年10月、58歳で病死。遺体はモスクワのノヴォヂヴィシエ墓地に埋葬されている。

#### 没後
1976年には再び切手の図柄に選ばれた。また出身地であるウクライナのとある海運業者は、自らの持つ輸送船にパヴリチェンコの名を付けて敬意を表した。

## 著作
- 『最強の女性狙撃手―レーニン勲章の称号を授与されたリュドミラの回想』 - 訳：龍和子、2018年11月、原書房[6]
  - 映画『ロシアン・スナイパー』（2015年）の原案である。

## 登場作品
- 映画『ロシアン・スナイパー（原題：ロシア語: Битва за Севастополь）』 - 監督：セルゲイ・モクリツキー、2015年
  - リュドミラの視点から第二次世界大戦における独ソ戦を描く。演：ユリア・ペレシルド。
- 小説『同志少女よ、敵を撃て』 - 著：逢坂冬馬、2021年
  - 架空の人物を主人公とした第二次世界大戦における独ソ戦を描く。リュドミラは主人公の憧れの人物として登場。

## 関連文献
- 橋本信子「女性兵士をめぐるイメージと実態 : ソ連、ロシア、ウクライナを事例に」『女性学講演会』第26巻、大阪公立大学女性学研究センター、2023年3月、37-54頁、ISSN 18821162、2024年4月3日閲覧。